# 薩瓦德爾銀行
薩瓦德爾銀行（Banco Sabadell, S.A. 西班牙語：[ˈbaŋko saβaˈðel]；加泰隆尼亞語： [ˈbaŋ səβəˈðeʎ]）是西班牙一家總部位在阿利坎特的大型私人銀行集團。1881年12月31日該銀行由127位巴塞羅那商人創立，最初的目的是支援當地工業。經過兼併后逐漸擴大，2004年成為IBEX 35成分，現在是西班牙第五大銀行集團，下有數家銀行及子公司。
薩瓦德爾銀行的總部原在加泰隆尼亞薩瓦德爾，但因加泰隆尼亞政治動盪，在2017年10月5日宣布將總部遷往阿利坎特。幾天完成遷移手續。2025年1月再宣布遷回加泰隆尼亞。

## 外部連結
- 官方网站